# Gunhild Lugn
Gunhild Florida Katarina Lugn, ogift Henschen, född 24 december 1881 i Uppsala församling i Uppsala län, död 3 december 1965 i Sofia församling i Stockholm, var en svensk museiintendent.
Gunhild Lugn var dotter till bankdirektören Esaias Henschen och Emilia Magnusson samt sondotter till riksdagsmannen Lars Vilhelm Henschen. Hon var museiintendent och föreståndare för Egyptiska museet i Stockholm från 1934 till 1954, då Medelhavsmuseet bildades genom sammanslagning av Egyptiska museet och Cypernsamlingarna.
Hon var från 1915 gift med egyptologen Pehr Lugn (1881–1934), som före henne hade varit intendent och föreståndare för Egyptiska museet. Hon var mor till generalmajoren Robert Lugn, farmor till författaren Kristina Lugn och morfarsmor till regissören Martina Montelius.
Hon är begravd på Uppsala gamla kyrkogård tillsammans med maken.